# كانيون ديابلو (نيزك)
تشمل نيازك كانيون ديابلو شظايا عديدة من الكويكب الذي تسبب في ظهور فوهة بارينجر، في أريزونا، الولايات المتحدة. لقد تم العثور على عدة نيازك حول حافة هذه الفوهة، وقد تم تسميتهم على اسم وادي ديابلو القريب، الذي يقع على بعد حوالي ثلاثة إلى أربعة أميال غرب هذه الحفرة.

## نبذة تاريخية
لقد سقط الكويكب قبل حوالي 50000 سنة. كانت النيازك معروفة ومجمعة منذ منتصف القرن التاسع عشر وكانت معروفة ومستخدمة من قبل الأمريكيين الأصليين قبل التاريخ. فوهة بارينجر، و من أواخر القرن التاسع عشر إلى أوائل القرن العشرين، كانت مركز نزاع طويل حول أصل الفوهات التي أظهرت أدلة قليلة على وجود البراكين. وقد استقر هذا النقاش إلى حد كبير في أوائل الثلاثينات، وذلك بفضل العمل الذي قام به دانيال بارينجر، أف أر مولتون، هارفي هارلو نينيجر، ويوجين ميرل شوميكر.
في عام 1953، قام الكيميائي والجيولوجي الأمريكي كلير باترسون بقياس نسب نظائر الرصاص في عينات من النيزك. وقد سمحت النتيجة بتحسين تقدير عمر الأرض إلى 4.550 مليار سنة (يعني نظريا أكثر من 70 مليون سنة).

## التكوين والتصنيف
هذا النيزك عبارة عن أوكتاهدريت حديدية (أوكتاهيدريت خشنة). تشمل المعادن التي تم الإبلاغ عنها من النيزك ما يلي:
- كوهينيت - كربيد الحديد
- الكروميت - أكسيد الكروم والمغنيسيوم الحديد
- دوبريليت - كبريتيد الكروم (II) الحديد
- الماس ولونسداليت - الكربون
- الجرافيت - الكربون
- هاكسونيت - كربيد نيكل الحديد
- سبائك النيكل والحديد كاماسيت - المكون الأكثر شيوعًا.
- كبريتيدات المعادن الأساسية
- شرايبرسيت - فوسفيد نيكل الحديد
- تاينيت - سبائك الحديد والنيكل
- تروليت - مجموعة متنوعة من بيروتيت كبريتيد الحديد المعدني. يتم استخدام التروليت في هذه العينة كمرجع معياري للنسب النظيرية للكبريت.
- المويسانتي - مجموعة متنوعة من كربيد السيليكون، ثاني أقسى المعادن الطبيعية.

قد تحتوي العينات على عقيدات «تروليت-غرافيت» ذات عروق معدنية وقطع ماسية صغيرة.

## الشظايا

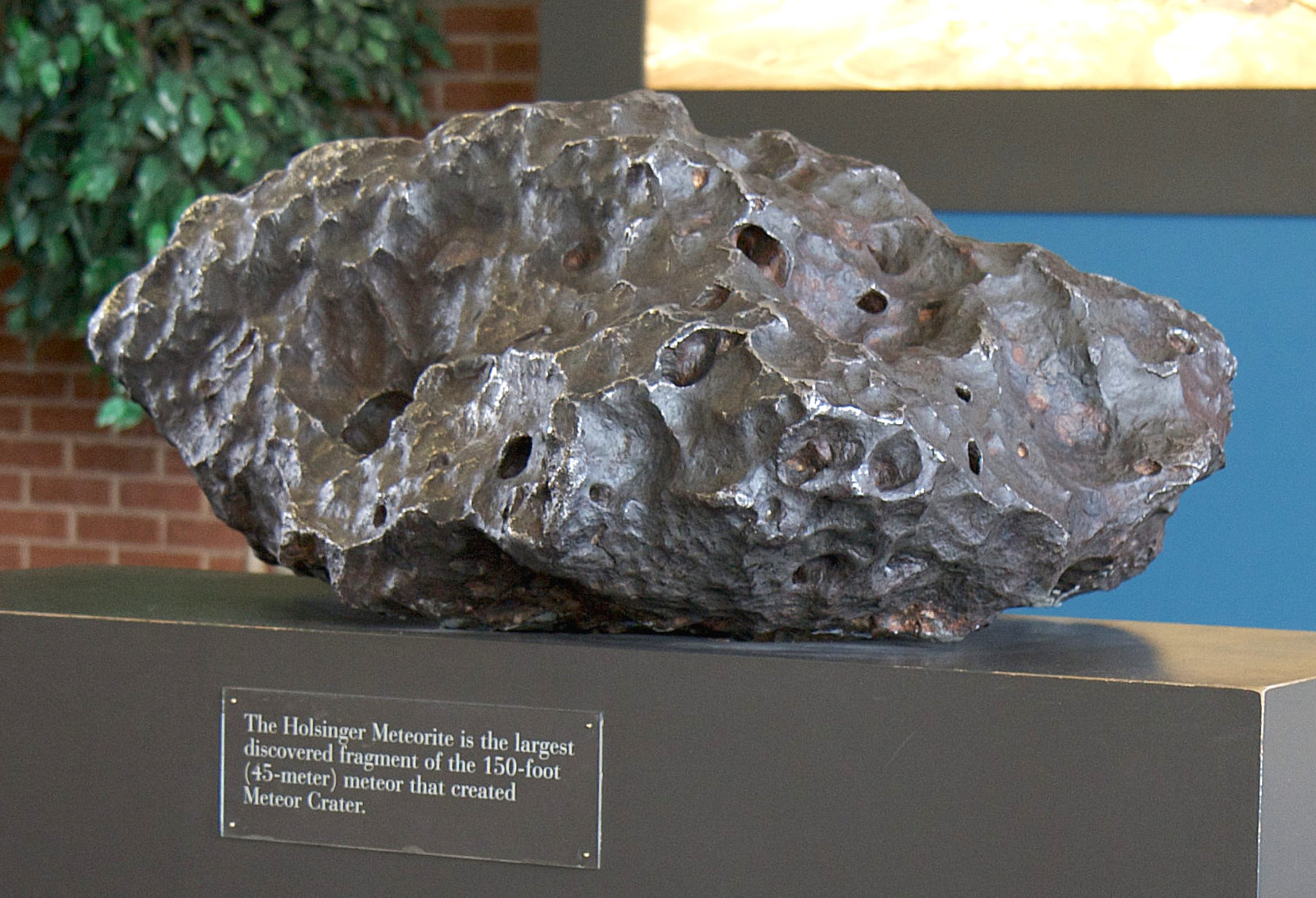
نيزك هولسنجر، "أكبر جزء مستعاد من نيزك كانيون ديابلو

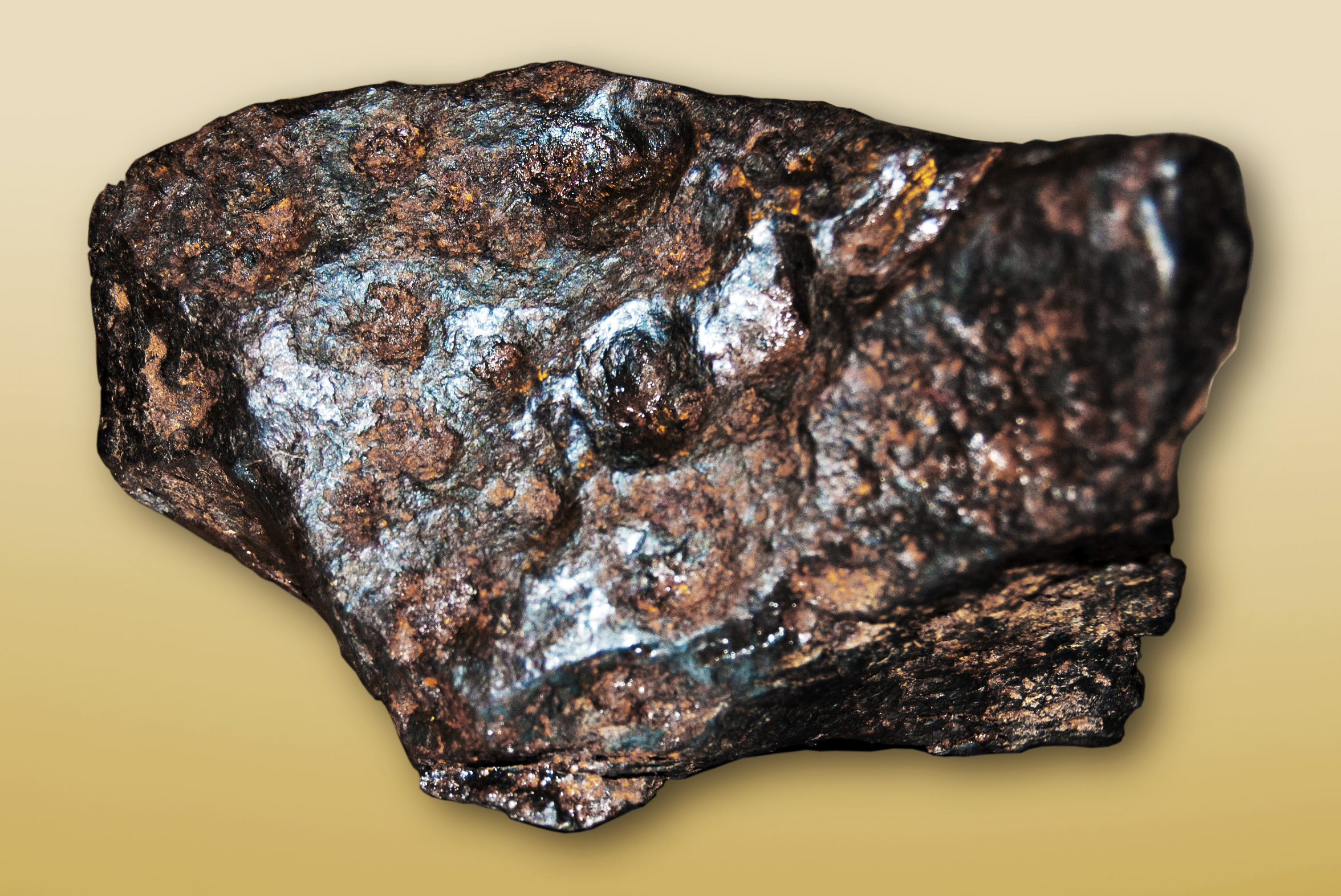
مثال على شظية صغيرة من النيزك بحجم (90 ملم)

إن أضخم شظية تم العثور عليها على الإطلاق هي شظية هولسينجر، التي تزن 639 كيلوغراماً (1409 رطل)، وهي معروضة الآن في مركز زوار فوهة النيزك المتواجد على حافتها. أمن الأجزاء الأخرى المشهورة:
- 485 كيلوغرام (1,069 رطل)، متحف كانتربري، كرايستشيرش، نيوزيلندا. أكبر جزء خارج الولايات المتحدة.[10]
- 360 كيلوغرام (790 رطل)، المتحف الوطني للتاريخ الطبيعي، باريس
- 242.6 كيلوغرام (535 رطل)، مرصد لويل في فلاغستاف، أريزونا [11]
- 226,8 كيلوغرام (500 رطل) ، متحف المعادن باريس تك مينيس (مدرسة باريس للمناجم، فرنسا)
- 225.9 كيلوغرام (498 رطل) ، أكاديمية العلوم الطبيعية بجامعة دريكسيل، فيلادلفيا، بنسلفانيا.
- 194كيلوغرام (427 رطل)، كلية بيلويت، بلويت، ويسكونسن.
- 162 كيلوغرام (357 رطل)، "كلارك أيرون، معرض النيازك، جامعة كاليفورنيا، لوس أنجلوس [11]
- 145كيلوغرام (320 رطلاً) ، متحف الجيولوجيا، جامعة ويسكونسن - ماديسون، ويسكونسن.
- 136كيلوغرام (300 رطل)، معهد فرانكلين، فيلادلفيا.
- 122 كيلوغرام (269 رطل)، مرصد جريفيث، لوس أنجلوس، كاليفورنيا. جزء معار من قبل قسم الجيولوجيا في كلية بومونا.
- 179كيلوغرام (395 رطل)، مرصد جريفيث، لوس أنجلوس، كاليفورنيا.
- 100 كيلوغرام (220 رطلا)، أكاديمية كاليفورنيا للعلوم، سان فرانسيسكو.
- 54 كيلوغرام (119 رطل)، متحف نيوارك، نيوارك، نيو جيرسي.
- 28 كيلوغراماً (57 رطلاً)، متحف بيوريا ريفرفرونت، قبة القبة السماوية، بيوريا، إلينوي
- نيزك سلة ( 22 كيلوغرام (49 رطل) )، متحف حفرة النيزك، أريزونا.[12][13]
- 19 كيلوغراماً (42 رطلاً)، معهد واغنر للعلوم الحرة، فيلادلفيا.

## روابط خارجية
- مذكرة بحثية لوكالة ناسا نسخة محفوظة 5 مارس 2005 على موقع واي باك مشين.